# Per l'Horta
Per l'Horta és una associació sense ànim de lucre constituïda a València l'any 2001. Els seus objectius són la defensa, conservació i estudi de l'horta de València.
Està organitzada en forma de plataforma on s'adscriuen diferents col·lectius, grups i persones individuals que tenen en comú la protecció del territori d'horta que envolta la ciutat de València i la seua comarca. Després de lliurar batalles parcials per la seua preservació, les diferents associacions i entitats implicades van elaborar i promoure l'any 2001 una Iniciativa Legislativa Popular (ILP) que demanava una «Llei reguladora del procés d'ordenació i protecció de l'Horta de València com a espai natural protegit». Més de 117.000 ciutadans avalaren un projecte que la majoria parlamentària del PP a les Corts Valencianes va rebutjar el novembre del mateix any. Aquest projecte va ser el bressol de l'Associació Per l'Horta.
Des de llavors Per l'Horta s'ha mantingut com a catalitzadora de sinergies entre diversos agents socials, institucionals o econòmics. Ha impulsat diferents iniciatives com ara, l'encara vigent, Universitat d'Estiu de l'Horta i ha participat en les campanyes per la conservació de la Punta, el Safranar o l'horta de Vera-Alboraia entre d'altres.